# Elasis
Elasis è stato un centro di ingegneria e ricerca FIAT del sud Italia. Nato nel 1988 a Pomigliano d'Arco, sul sedime di un aeroporto soppresso, tale centro si è posto l'obiettivo di divenire una delle realtà tecnico-scientifiche di riferimento della ricerca e sviluppo nel settore dell'industria automobilistica ed una delle più importanti società europee di ingegneria avanzata.
Elasis è stato il centro di sviluppo e sperimentazione della famiglia di motori FIRE, e sede di piattaforme di impostazione e industrializzazione di nuovi autoveicoli del gruppo Fiat

## Storia
Avviato sotto la guida di Domenico Martorana fino al 2003, nel 2004 alla carica di amministratore delegato del centro è succeduto Antonio Bene.
Nel 2006 Nevio Di Giusto (AD di Elasis) assume il ruolo di Amministratore delegato del Centro Ricerche Fiat.
Nel 2007 Aldo Maggiore (già CIO di ELASIS) assume la carica di Chief Information Officer di ELASIS e Centro Ricerche Fiat.
Nel dicembre del 2010 tutte le unità di ricerca di Elasis di Orbassano, Pomigliano d'Arco e Lecce furono ridistribuite nelle sette aziende del gruppo Fiat nell'ambito del piano di riorganizzazione aziendale voluta dall'AD di Fiat Sergio Marchionne, ossia Fiat Group Automobiles, Fiat Powertrain Technologies, FPT Industrial, Iveco, CNH Italia, Fiat Group Purchasing e FCA Item, mantenendo nel polo di Pomigliano la funzione di coordinamento e fornendo le risorse e i laboratori in service alle citate realtà.

## Settori di attività
Con un organico di più di 800 addetti, tra ingegneri, tecnici e operai, Elasis lavora all'impostazione, ingegnerizzazione e industrializzazione dei nuovi veicoli, motori e trasmissioni del Gruppo Fiat.
Partendo dalla ricerca industriale, Elasis sviluppa tutte le fasi dell’ingegneria di prodotto e di processo: dagli studi di fattibilità tecnico-economica, alla progettazione, all’industrializzazione, all’analisi dell’impatto dei sistemi finiti sull’ambiente e sul territorio.